# Delphine Gbogboua
Delphine Gbogboua er en ivoriansk håndboldspiller.